# Euphorbia dedzana
Euphorbia dedzana är en törelväxtart som beskrevs av Leslie Larry Charles Leach. Euphorbia dedzana ingår i släktet törlar, och familjen törelväxter. Inga underarter finns listade i Catalogue of Life.